# Maculele (Południowa Afryka)
Makulele, Makuleke lub Pafuri – obszar o wielkości 24 tys. hektarów znajdujący się pomiędzy rzekami Limpopo i Luvuvhu oraz granicą RPA z Mozambikiem i Zimbabwe, na terenie Parku Narodowego Krugera.
Makulele, Makuleke – lud zamieszkujący w wyżej opisanym obszarze Pafuri.